# Juridiction spéciale pour la paix (Colombie)
La Juridiction spéciale pour la paix (Jurisdicción Especial para la Paz - JEP), aussi connue comme Justice spéciale pour la paix, est le mécanisme de justice transitionnelle créé pour rechercher et juger les membres des FARC-EP, de la Force publique colombienne et d'autres personnes impliquées dans le Conflit armé interne colombien. Son président est l'avocat Eduardo Cifuentes Muñoz.
La JEP, composante du « Système Intégral de vérité, justice, réparation et non répétition », est en vigueur en Colombie depuis mars 2017 à la suite de son approbation par le Sénat du pays pour une durée maximale de vingt ans. Elle traite des délits commis pendant le conflit armé jusqu'à la signature des Accords de paix entre le gouvernement de Juan Manuel Santos et les FARC-EP le 24 novembre 2016.
C'est le système de reddition de comptes du conflit, avec l'objectif principal de faire droit aux victimes, en faisant en particulier la lumière sur « les délits les plus graves et représentatifs dans le contexte et en raison du conflit armé », pour mettre un point final à plus d'un demi siècle de conflit armé.

## Histoire
L'accord sur la justice transitionnelle est le résultat de longues discussions entre le gouvernement colombien et les représentants de la guérilla à La Havane et Bogota en vue de négocier des accords de paix. Devant l'absence d'issue des pourparlers de La Havane sur ce point, les négociateurs délèguent cette tâche à un groupe de six juristes : l'avocat espagnol Enrique Santiago, le politicien conservateur Álvaro Leyva, le défenseur des droits humains Diego Martínez, l'ex-juge Manuel José Cepeda, le professeur Douglass Cassel et le recteur de l'Université Notre-Dame et de l'Université Externado de Colombie Juan Carlos Hainaut ; les trois premiers sont choisis par les FARC-EP, les trois derniers par le gouvernement.
En septembre 2015, cette équipe de juristes aboutissent à un texte et, le 23 septembre, le gouvernement et les FARC-EP parviennent à un accord historique sur la justice transitionnelle, baptisée Juridiction spéciale pour la paix. Le président Juan Manuel Santos et le commandant des FARC-EP Rodrigo Londoño (alias Timochenko) font le voyage de La Havane pour annoncer l'accord. La délégation présidentielle comprend le président du Congrès et sénateur Luis Fernando Velasco, le président de la Chambre des représentants Alfredo Deluque, le sénateur et leader libéral Horace Serpa, le sénateur Antonio Navarro Wolff (lui-même guérillero démobilisé du M-19) et le sénateur Iván Cepeda, ainsi que Juan Carlos Hainaut et Manuel José Cepeda, ex-juges du Tribunal Constitutionnel qui ont participé à l'élaboration de l'accord. La réunion se termine par une poignée de mains entre le président Santos et Timochenko, à l'initiative du président cubain Raúl Castro. Le gouvernement annonce à cette occasion la signature d'un accord final sous six mois.
L'accord sur la justice transitionnelle est considéré comme essentiel dans le processus de paix, puisqu'il résout un de ses problèmes les plus compliqués, en combinant justice réparatrice et sentences alternatives pour les guérilleros et les agents de l'État ayant commis des crimes contre l'humanité, tout en amnistiant les responsables de crimes politiques. Avec cet accord, le processus de paix devient « irréversible ».
L'annonce est saluée internationalement. Le secrétaire d'État des États-Unis, John Kerry, le fait chaleureusement. Fatou Bensouda, procureure de la Cour Pénale Internationale, « relève favorablement que l'accord exclut l'amnistie pour les crimes de guerre et les crimes contre l'humanité et qu'il vise notamment à mettre fin à l'impunité pour les crimes les plus graves ». L'ONG Human Rights Watch critique toutefois l'accord, les peines alternatives pouvant exempter de toute peine de prison les responsables des pires abus — ce que dénonce également Álvaro Uribe Vélez. En Colombie même, l'annonce est reçue avec un optimisme prudent : selon une enquête Ipsos d'octobre 2016, les jugements favorables sur le processus de paix ont augmenté de 29% à 46% de juillet à octobre, mais la plupart des sondés continuent de douter de l'engagement des FARC-EP pour la paix et s'opposent à leur participation à la vie politique (pourtant explicitement prévue par les accords de La Havane).
Après la signature des accords de paix le 24 novembre 2016, l'Acte législatif « Juridiction Spéciale pour la Paix » la convertit en une norme constitutionnelle, après l'approbation du Sénat le 14 mars 2017 par 60 voix pour et 2 contre.

## Objectifs de la JEP
Selon la Haute Commission pour la Paix, les objectifs de la JEP sont de :
- satisfaire le droit des victimes à la justice ;
- établir la vérité pour la société colombienne ;
- contribuer à la réparation pour les victimes ;
- contribuer à la lutte contre l'impunité ;
- adopter en toute sécurité juridique des décisions quant aux participants directs ou indirects au conflit armé ;
- contribuer à la réussite d'une paix stable et durable.

La JEP doit adopter avec toute la sécurité juridique voulue des décisions quant aux participants directs ou indirects au conflit armé interne, en particulier pour les infractions graves au droit international humanitaire ou les graves violations des droits humains.
Il s'agit d'un système de reddition de comptes qui devra établir et sanctionner les conduites commises « dans le contexte et en raison du conflit armé, en particulier les délits les plus graves et représentatifs » : certains crimes sont assez graves pour ne pouvoir faire l'objet d'aucune amnistie ou grâce, et la transition du conflit armé à la paix ne peut avoir lieu qu'en garantissant le droit des victimes à la justice.

## Composition
La JEP intègre principalement des magistrats colombiens, laissant ouverte la possibilité de faire appel à des juges étrangers. Elle est composée de cinq organes judiciaires et d'un secrétariat exécutif, :
- le Tribunal pour la paix est composé de différentes sections chargées d'évaluer les actes, les responsables, les sanctions et leurs modalités d'exécution. Elles doivent aussi vérifier l'accomplissement des sentences. Les accusations de la Chambre de l'unité d'investigation sont présentées au tribunal, ainsi que l'appel des décisions des autres chambres et de ses propres sections. Dans les cas de personnes ayant accompli une peine prononcée par la justice ordinaire, c'est son autorité qui révise les sentences et leur accomplissement.
- la Chambre de reconnaissance de la vérité, de la responsabilité et de la détermination des faits et des actes est chargée de recevoir toute information et toute reconnaissance de responsabilité pour des faits du conflit armé. Elle doit de plus identifier les cas les plus graves et représentatifs, mais sa compétence ne leur est pas limitée.
- la Chambre d'amnistie et de grâce décide de l'attribution d'amnisties ou de grâces, pour les cas et les personnes qui peuvent y prétendre. Elle transmet les autres cas à la première chambre.

- la Chambre de définition des situations juridiques a la responsabilité de définir ce qu'il doit advenir de ceux qui ne font pas l'objet d'une amnistie ou d'une grâce, sans être pour autant l'objet d'une résolution de la Chambre de reconnaissance de vérité et de responsabilité.
- la Chambre d'unité de recherche et d'accusation a autorité pour procéder aux investigations et le cas échéant porter les affaires devant le Tribunal pour la paix lorsque les personnes concernées ne reconnaissent pas leur responsabilité. Quand elle estime ne pas devoir le faire, elle transmet les dossiers à la Chambre de définition des situations juridiques ou à la Chambre d'amnistie et grâce. Elle comporte une unité d'investigation technique et scientifique, ainsi qu'une équipe de recherche dédiée aux cas de violence sexuelle.
- le Secrétariat exécutif est chargé de l'administration, de la gestion et de la mise en œuvre des moyens de la JEP.

## Portée

### Personnes
La JEP s'applique à tous ceux qui ont participé de façon directe ou indirecte au conflit armé et ont commis des crimes ou délits dans ce contexte et pour cette raison. Dans ce sens, la Juridiction s'applique aux :
- membres de groupes guérilleros souscrivant l'accord de paix avec le gouvernement, après qu'ils ont déposé les armes ;
- agents de l'État ayant commis des crimes ou délits dans le contexte et en raison du conflit armé ;
- personnes qui, sans faire partie des organisations ou groupes armés, ont indirectement participé (financiers ou collaborateurs) au conflit armé et ont une responsabilité dans la commission des crimes les plus graves et représentatifs.

En mars 2019, la JEP traitait les dossiers de 9 691 ex-membres des Farc, 1 958 fonctionnaires de la Force publique (armée et police), 39 civils agents de l'État y 12 personnes liées à la contestation sociale.

### Grandes affaires de la JEP
Ce sont les affaires prioritaires de la Juridiction spéciale pour la paix :
- Cas 01 : détention illégale de personnes de la part des FARC-EP[9] ;
- Cas 02 : situation territoriale prioritaire de Ricaurte, Tumaco et Barbacoas (Nariño)[10] ;
- Cas 03 : morts faussement présentées comme pertes en combat par des agents de l'État (faux positifs)[11] ;
- Cas 04 : situation territoriale prioritaire de la région de Urabá[12] ;
- Cas 05 : situation territoriale prioritaire des régions du nord du Cauca et du sud de la Valle del Cauca[13] ;
- Cas 06 : membres de l'Union patriotique assassinés[14] ;
- Cas 07 : recrutement et utilisation d'enfants, garçons et filles, dans le conflit armé[15].

## Critiques et mises en cause
Depuis sa constitution, la JEP a été mise en cause au sujet des investigations concernant des crimes contre l'humanité présumés des FARC-EP. Le parti de droite Centre Démocratique, de l'ex-président et sénateur Álvaro Uribe et du président de la république Iván Duque, proteste contre le fait que les crimes graves seraient de fait amnistiables par la JEP qui « laisseraient l'impunité » à ceux qui les ont commis,. Elle a également été mise en cause pour des scandales impliquant des contrats ne respectant pas les conditions légales (favoritisme) et un pot-de-vin perçu par Carlos Bermeo, un procureur de la JEP démis depuis, pour intervenir dans le dossier d'extradition de Jesús Santrich, dissident des FARC impliqué dans le narcotrafic. Ce sont les raisons avancées par Àlvaro Uribe pour combattre avec acharnement la Juridiction spéciale de paix, faisant tout pour l'abroger ou la vider de sa substance.
Nombre de personnalités politiques, sociales, civiles et étrangères rejettent toutefois ces critiques, l'ex-président ne cherchant selon elles qu'à garantir sa propre impunité. Elles jugent qu'il est l'acteur principal de divers délits sur lesquels la JEP enquête, ; il fait effectivement l'objet de poursuites pour de telles affaires, pour lesquelles il a d'ailleurs été placé en détention préventive.
L’impartialité de la JEP a aussi été questionnée par des personnalités de gauche. Pour l'intellectuel colombien Renán Vega Cantor : « On affirme par exemple que le JEP a découvert l’existence de plus de 6 400 faux positifs. D’abord, ce n’est pas vraiment une avancée parce que c’était déjà assez clair. Même le nombre réel de faux positifs pendant le gouvernement Uribe est plus élevé, quelque chose comme le double. Mais l’élément comparatif fondamental est la manière dont les actions des FARC et de l’armée sont jugées. Dans le cas des FARC, on les juge depuis le sommet, en tenant pour responsables la direction et le commandement, puis on étend ensuite vers le bas, à l’ensemble du groupe. Mais dans le cas des faux positifs, on juge des cas individuels, en bas, sans jamais remonter au sommet. Les plus hautes autorités, comme les présidents, comme Álvaro Uribe lui-même, ne seront jamais jugés dans cet espace. Le JEP est devenue un tribunal pour juger les FARC et délégitimer leur lutte en termes historiques, en affirmant qu’ils n’étaient que des kidnappeurs, des extorqueurs, sans motifs idéologiques ou politiques justifiant leur insurrection. Quelle concorde peut-on tirer de ce traitement ? ».

## Présidents de la JEP
| Nombre | Période                                 | Président de la JEP     |
| ------ | --------------------------------------- | ----------------------- |
| 1      | 3 novembre de 2017 - 22 octobre de 2020 | Patricia Linares        |
| 2      | 22 octobre de 2020 - en cours           | Eduardo Cifuentes Muñoz |